# Evangelisches Gymnasium zum Grauen Kloster
Das Evangelische Gymnasium zum Grauen Kloster ist ein humanistisches Gymnasium in Berlin-Schmargendorf. Es ist Teil der Stiftungsfamilie der Evangelischen Schulstiftung der Evangelischen Kirche Berlin-Brandenburg-schlesische Oberlausitz (EKBO). Es wurde 1949 in kirchlicher Trägerschaft gegründet und trägt seit 1963 seinen jetzigen Namen. Es setzt die Tradition des historischen Berlinischen Gymnasiums zum Grauen Kloster in Berlin-Mitte von 1574 bis 1984 fort.

## Geschichte
Im Jahr 1949 hatte die Evangelische Kirche das altsprachliche Evangelische Gymnasium im Gemeindehaus der Glaubenskirche in Berlin-Tempelhof gegründet. Diese Schule zog 1954 nach Berlin-Schmargendorf in die Salzbrunner Straße 41–47 in ein ehemaliges ausgebranntes und mit Mitteln des Marshallplanes wiedererrichtetes Verwaltungsgebäude nahe dem Hohenzollerndamm.
Im Jahr 1963 übernahm das Evangelischen Gymnasium unter der aktiven Mitwirkung der Vereinigung ehemaliger Klosteraner Namen und Tradition des Berlinischen Gymnasiums zum Grauen Kloster; die vollständige Bezeichnung der zum Abitur führenden Schule ist seitdem Evangelisches Gymnasium zum Grauen Kloster.
An dem unter Denkmalschutz stehenden Schulgebäude erinnert seit dem 31. Mai 1989 eine Gedenktafel der Stiftung Berlinisches Gymnasium zum Grauen Kloster. Die Tafel zeigt im Flachrelief die Klosterkirche und das Klostergebäude, in dem das Berlinische Gymnasium zum Grauen Kloster bis 1945 residiert hatte.
Im Jahr 1999 wurden der 425. Jahrestag des Berlinischen Gymnasiums zum Grauen Kloster und der 50. Jahrestag des Evangelischen Gymnasiums zum Grauen Kloster in Schmargendorf feierlich begangen. Im Jahr 2009 feierte die Schule 60 Jahre Evangelisches Gymnasium und 435 Jahre Graues Kloster. Zentrale Veranstaltungen fanden mit dem Berlin-Brandenburgischen Landesbischof Wolfgang Huber und dem Berliner Generalsuperintendenten Ralf Meister statt.
Im Jahr 2024 fand das große Doppeljubiläum der Schule statt: 75 Jahre Evangelisches Gymnasium und 450 Jahre Berlinisches Gymnasium zum Grauen Kloster.

## Ausbildungsaufbau
Das Evangelische Gymnasium zum Grauen Kloster wird ab der 5. Klasse besucht; es ist damit eines der wenigen sogenannten grundständigen Gymnasien im Land Berlin, in dem der Übergang auf eine Oberschule im Normalfall nach der sechsjährigen Grundschule erfolgt. Auch das Graue Kloster stellte das Curriculum auf eine Gesamtschulzeit von 12 Jahren um. Der letzte Jahrgang mit 13 Schuljahren verließ 2012 die Schule.
Die Jahrgangsstufen werden aufsteigend mit Sexta, Quinta, Quarta, Untertertia, Obertertia und Untersecunda sowie während des Kurssystems mit 1., 2., 3. und 4. Semester bezeichnet.
Das Gymnasium hat eine protestantische, altsprachliche Ausrichtung; ab der 5. Klasse gehören Latein und Englisch zu den Pflichtfächern, ab der 8. Klasse Altgriechisch. Ab der 9. Klasse kann eine weitere Fremdsprache (Französisch) gewählt werden. Ab der 10. Klasse kann auch noch Hebräisch gewählt werden. Im Abitur wird auch eine Altsprache (Latein oder Altgriechisch) als Pflichtprüfungsfach verlangt. Es ist also möglich, die Schule mit den drei Abschlüssen Hebraicum, Latinum und Graecum zu verlassen, wobei jeder Schüler, der die Schule von Anfang an besuchte, das Latinum mit dem mittleren Schulabschluss erhält und das Graecum nach Beendigung der 11. Klasse, sofern er im letzten belegten Semester der Sprache keinen Ausfall hatte. Die schriftliche und mündliche Prüfung des Hebraicums werden vom Senat abgenommen.
Anders als an staatlichen Oberschulen ist Evangelische Religionslehre von Schulbeginn bis zum Abitur kein freiwilliges, sondern ein Pflichtfach; sie kann auch im Rahmen der gesetzlichen Kombinationsmöglichkeiten als Prüfungsfach gewählt werden. Alle Schüler besuchen auch die wöchentliche Schulandacht am Mittwochmorgen.
Schon seit Ende der 1960er Jahre gehört zur Schullaufbahn am Grauen Kloster das Sozialpraktikum im zehnten Schuljahr; die Schüler betreuen dabei chronisch kranke, alte oder behinderte Menschen; es fand zunächst im Evangelischen Johannesstift in Spandau statt, seit Mitte der achtziger Jahre fahren die Schüler dazu in die Von Bodelschwinghschen Stiftungen Bethel oder Eckardtsheim in Bielefeld oder in die Diakonische Stiftung Wittekindshof bei Bad Oeynhausen. Das zweiwöchige Sozialpraktikum soll dazu dienen, „die soziale Kompetenz der Schüler zu erweitern, die Gefühls- und Erlebniswelt der jungen Menschen um das Wissen zu bereichern, dass Behinderte und Nichtbehinderte Kinder Gottes sind und gleiche Bedürfnisse und Perspektiven haben, dass Menschen mit einem Handicap aber auch eines besonderen Schutzes und einer tätigen Liebe und Zugewandtheit bedürfen“.
Die am Grauen Kloster erworbenen Abschlüsse sind den Abschlüssen öffentlicher Schulen gleichgestellt.

## Außerschulische Angebote
Durch das Engagement einiger Lehrer werden neben dem schulischen Alltag auch Arbeitsgemeinschaften angeboten, die in der Regel unentgeltlich besucht werden können. So gibt es seit vielen Jahren unter anderem eine Tanz-AG, eine Orchester-AG, einen Schülerchor sowie eine Bibel-Theater-AG. Seit einiger Zeit gibt es auch eine Physik-AG und eine Wirtschafts-AG. Seit 2019 gibt es auch von den Johannitern ausgebildete Schulsanitäter an der Schule. Aufgrund regelmäßiger Aufführungen der einzelnen AGs findet ein reges außerschulisches Leben statt, in das Eltern, Lehrer, Schüler und Ehemalige integriert werden.
Die Debattier-AG widmet sich der Debattentheorie und -praxis sowie dem Wettbewerb Jugend debattiert. Die Arbeit in dieser AG steht in engem Zusammenhang mit der Debattenkultur der Antike und bietet den Schülern eine Möglichkeit, die jahrtausendealte rhetorische Theorie in ihrem direkten Umfeld auf junge Weise einzusetzen. Die Schule stellte fünf Landessieger (Berlin), darunter zwei Bundessieger.
Die am Südufer des Kleinen Wannsees beheimatete Ruderriege des Grauen Klosters hatte von 1905 bis 1943 bestanden, musste kriegsbedingt aufgegeben werden und wurde dann 1955 wiedergegründet.

## Direktoren
- Hans Seeger (1954–1971)
- Hans Scholl (1971–1994)
- Klaus Lorkowski (1995–1998)
- Martin Heider (2000–2007)
- Brigitte Thies-Böttcher (2008–2016)
- Xenia von Hammerstein (2016–2019)
- Annette Martinez Moreno (seit 2019, zuvor seit 2017 kommissarisch)

## Schüler
- Joachim Schmettau (* 1937), Bildhauer
- Bernhard Britting (* 1940), Ruderer (olympische Goldmedaille 1964)
- Martin-Michael Passauer (* 1943), Theologe (Berliner Generalsuperintendent 1992–2008)
- Armin Gottmann (* 1943), Mediziner, Oberhaupt des Arya Maitreya Mandala
- Thekla Carola Wied (* 1944), Schauspielerin
- Rolf Schroedter (* 1947), Politiker
- Thomas Härtel (* 1951), politischer Beamter, Staatssekretär beim Berliner Senat
- Michael Sontheimer (* 1955), deutscher Journalist und Historiker
- Ulrich Matthes (* 1959), Schauspieler
- Matthias Lilienthal (* 1959), Dramaturg und Intendant
- Gottfried Curio (* 1960), Politiker
- Florian Henckel von Donnersmarck (* 1973), Regisseur (Oscar 2007)
- Albrecht Selge (* 1975), Schriftsteller
- Anna Katharina Mangold (* 1977), Rechtswissenschaftlerin
- Martin Häner (* 1988), deutscher Hockeynationalspieler
- Simon Strauß (* 1988), Schriftsteller, Theaterkritiker und Althistoriker
- Anna Mila Guyenz (* 1995), Model